# 島高松站
島高松站（日语：／ Shimatakamatsu eki */?）是位於長野縣松本市大字島內高松，東日本旅客鐵道（JR東日本）的大糸線車站。車站編號是39。

## 歷史
- 1926年（大正15年）4月14日：信濃鐵道（日语：信濃鉄道）開設此站[2][3][注釋 1]。
- 1937年（昭和12年）6月1日：信濃鐵道被國有化，成為大糸南線[6]。
- 1957年（昭和32年）8月15日：中土站至小瀧站之間開通，全線開通並改名為大糸線[2]。
- 1960年（昭和35年）9月：松本站至信濃大町站之間的貨物列車電氣化[7]。
- 1987年（昭和62年）4月1日：伴隨國鐵分割民營化，車站由東日本旅客鐵道（JR東日本）營運[8][9]。

## 車站構造
車站是一座地面車站，設有1面1線單式月台，不可進行列車交會。
此站是由松本站管理的無人車站，設有自動售票機。

## 使用狀況
根據「長野縣統計書」，以下為1日平均乘車人次：
- 2007年度 - 249人[1]
- 2009年度 - 247人[1]
- 2010年度 - 273人[10]
- 2011年度 - 274人[4]

## 車站周邊
- 長野自動車道

## 相鄰車站
東日本旅客鐵道（JR東日本）
■大糸線
□快速（只有上行1班）、■普通
島內（40）－島高松（39）－梓橋（38）

## 注腳

## 外部連結
- 車站資訊（島高松）：東日本旅客鐵道（日語）